# Pebble Beach Golf Links
Pebble Beach Golf Links is een golfclub in het plaatsje Pebble Beach in de Amerikaanse staat Californië.
Pebble Beach ligt op het schiereiland van Monterey aan de Stille Oceaankust, ongeveer 200 km ten zuiden van San Francisco. Het Pebble Beach Resort heeft onder andere vier golfbanen, waarvan Pebble Beach Golf Links de beroemdste is. De baan is in 1919 ontworpen door Dougles Grant en Jack Neville, toenmalig amateurkampioen van Californië.
De golfbaan ligt aan de toeristische route 17-Mile Drive.

## PGA Tour
Sinds jaren staat Pebble Beach op het programma van de Amerikaanse PGA Tour, jaarlijks wordt het AT&T Pebble Beach National Pro-Am georganiseerd en vier keer is het US Open er gespeeld. In 2010 heeft het 100ste US Open weer op Pebble Beach plaatsgevonden.
Winnaars US Open op Pebble Beach:
- 2019: Gary Woodland[1]
- 2010: Graeme McDowell[2]
- 2000: Tiger Woods
- 1992: Tom Kite
- 1982: Tom Watson
- 1972: Jack Nicklaus